# Balta setifera
Balta setifera es una especie de cucaracha del género Balta, familia Ectobiidae.

## Distribución
Esta especie se encuentra en Indonesia (Sumatra).